# Mossberg 464
Mossberg Model 464 là loại súng trường được sản xuất vào năm 2008 bởi công ty vũ khí Mossberg. Nó sử dụng cơ chế nạp đạn bằng đòn bẩy đặc trưng của thế kỷ XIX. Mossberg 464 sử dụng hai loại đạn là .22 Long Rifle và .30-30 Winchester.

## Các biến thể

### Mossberg 464.30-30
- Chiều dài: 38,5 inch.
- Trọng lượng: 6,7 lbs.
- Chiều dài nòng: 20 inch.
- Loại đạn: .30-30 Winchester.
- Ống đạn chứa 7 viên (1 viên trong nòng và 6 viên trong buồng đạn).

### Mossberg 464.22 LR
- Chiều dài: 35,75 inch.
- Trọng lượng: 5,6 lbs.
- Chiều dài nòng: 18 inch.
- Loại đạn: .22 Long Rifle.
- Ống đạn chứa 13 viên.